# Diplaziopsis
Diplaziopsis es un género de helechos perteneciente a la familia  Woodsiaceae.

## Especies
- Diplaziopsis brunoniana (Wall.) W.M. Chu
- Diplaziopsis cavaleriana (H. Christ) C. Chr.
- Diplaziopsis formosana (Rosenst.) M.G. Price
- Diplaziopsis hainanensis Ching
- Diplaziopsis heterophlebia (Mett. ex Baker) M.G. Price
- Diplaziopsis intermedia Ching
- Diplaziopsis javanica (Blume) C. Chr.
- Diplaziopsis pycnocarpa (Spreng.) M.G. Price